# 1944 en science
| Années de la science : 1941 - 1942 - 1943 - 1944 - 1945 - 1946 - 1947    |
| Décennies de la science : 1910 - 1920 - 1930 - 1940 - 1950 - 1960 - 1970 |

Cet article présente les faits marquants de l'année 1944 en science.

## Événements
- 5 juin : le chef météorologue au quartier général britannique James Stagg prévoit une brève amélioration des conditions météorologiques au-dessus de la Manche qui permet au débarquement de Normandie d'avoir lieu le lendemain[1].

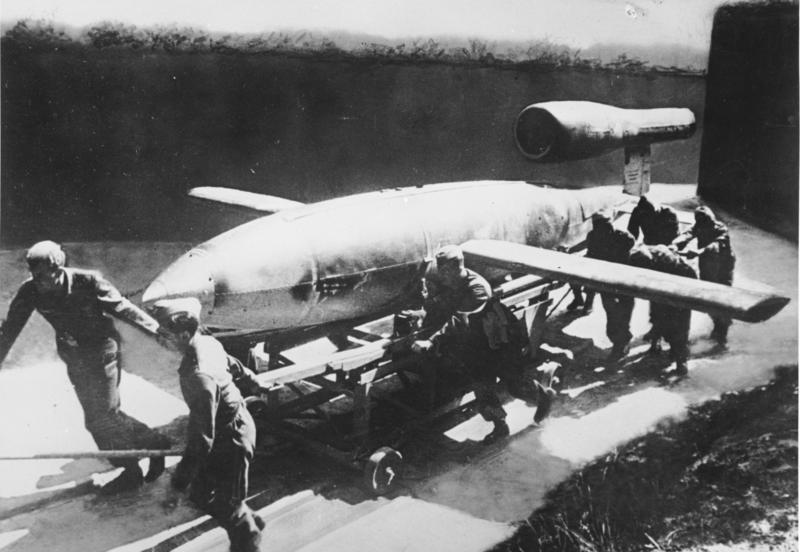
Soldat de la 5. Flak-Division menant un V1 sur son pas de tir.

- 13 juin : première utilisation sur Londres des V1, les premiers missiles de croisière opérationnels[2]
- 7 août : IBM remet officiellement à l'Université Harvard l'Automatic Sequence Controlled Calculator, connu sous le nom de « Harvard Mark I » le premier grand calculateur numérique construit aux États-Unis conçu par Howard Aiken[3].
- 8 septembre : premiers tirs opérationnels du V2, le premier missile balistique lancé contre l'agglomération parisienne et Londres[4].

### Sciences physiques
- 1er février : dans un article publié dans la Physical Review[5] le physicien américain Lars Onsager obtient la solution exacte du modèle d'Ising dans le cas bidimensionnel[6].
- 15 avril : le physicien néerlandais Hendrik Christoffel van de Hulst, alors étudiant à l'Université de Leyde, présente lors d'une réunion un article où il prédit l'existence d'une raie d'émission de 21,1 cm de longueur d'onde (soit 1420,4 MHz), correspondant à la présence d'hydrogène atomique dans le milieu interstellaire[7].
- Juillet : découverte du curium (Cm), élément chimique de numéro atomique 96, par les  physiciens américains Glenn T. Seaborg, Ralph A. James et Albert Ghiorso, par bombardement alpha du plutonium[8].
- Septembre : dans un article publié dans The Astrophysical Journal, l'astronome américain d'origine allemande Walter Baade établit l'appartenance au Groupe local de la galaxie irrégulière NGC 147 et de la galaxie naine sphéroïdale NGC 185[9].

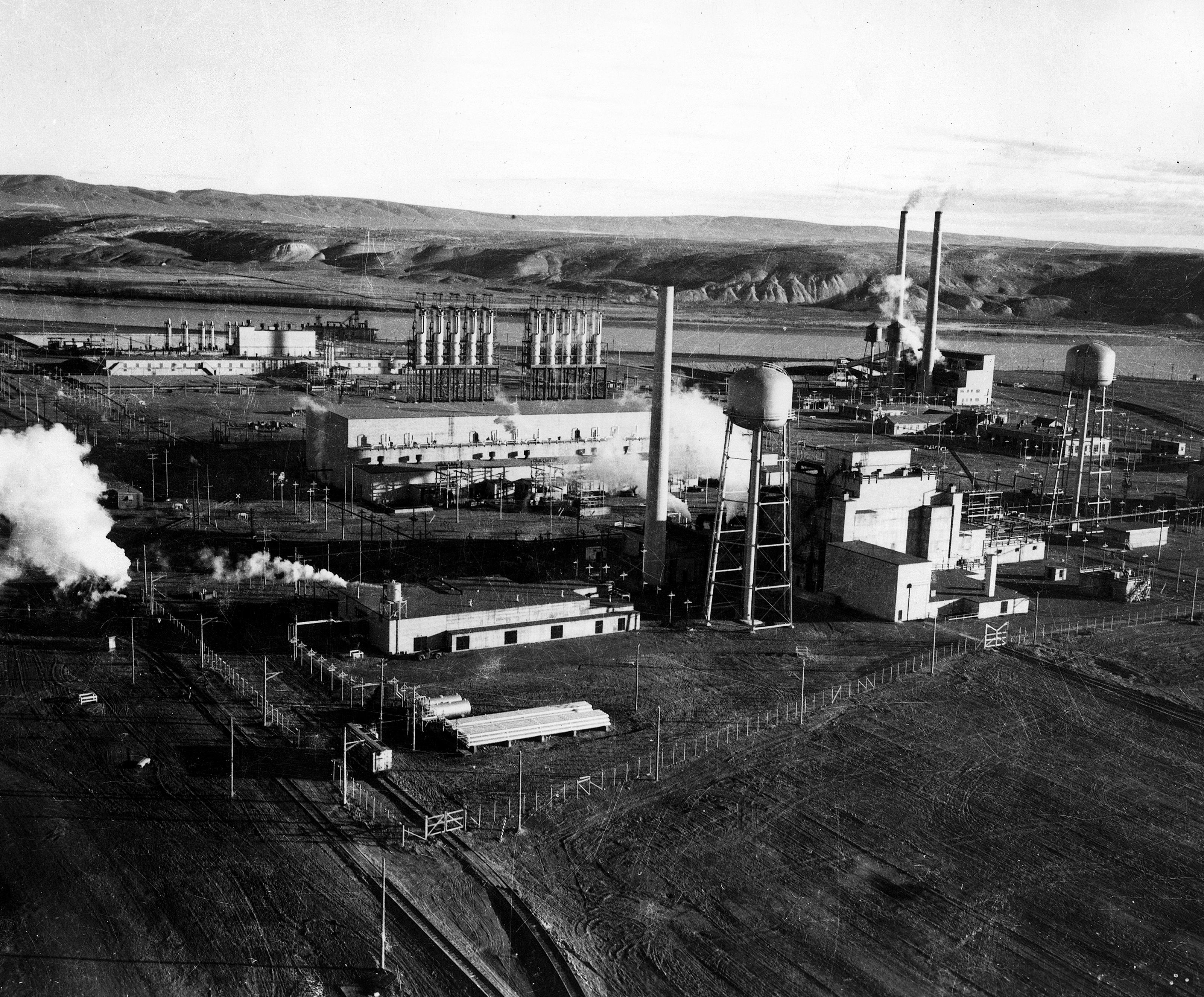
Le réacteur 100-F, achevé en décembre 1944, un des trois réacteurs qui constituent la première capacité de production de plutonium à grande échelle aux États-Unis.

- 6 novembre : début de la production de plutonium dans le réacteur B au Complexe nucléaire de Hanford[10].

### Sciences de la vie
- Janvier : le professeur Selman Waksman publie sa découverte de la streptomycine, antibiotique utilisé notamment contre la tuberculose, dans les Proceedings of the Society for Experimental Biology and Medicine[11].
- 1er février : les généticiens américains Oswald Avery, Colin MacLeod et Maclyn McCarty publient une synthèse des résultats de leur expérience apportant la preuve que l'ADN est le principe transformant des bactéries dans un article publié dans le Journal of Experimental Medicine[12].
- 11 avril : les chimistes américains Robert Woodward et William Doering (en) parviennent à obtenir de la quinine synthétique[13].
- 19 octobre : à l’hôpital Sabbatsberg de Stockholm, le chirurgien américain Clarence Crafoord réalise pour la première fois avec succès, sur un enfant de 12 ans, une suture circulaire de l’aorte[14].
- 29 décembre : dans un article publié dans Science[15], le zoologiste américain Donald Griffin introduit le terme d'écholocation ou écholocalisation pour décrire comment les chauves-souris utilisent les échos de leurs émissions sonores pour s'orienter et localiser les objets[16].

## Publications
- Septembre : La Route de la servitude, de l’économiste autrichien libéral Friedrich Hayek. Il y défend la thèse selon laquelle tout interventionnisme étatique évolue inéluctablement vers un encadrement de la société de type totalitaire.
- Novembre : publication du rapport de l’économiste libéral britannique William Beveridge intitulé Le Plein emploi dans une société libre (Full Employment in a Free Society (en)), qui préconise le recours au déficit budgétaire pour soutenir l’économie et l’emploi[17].

### Date non-précisée
- John von Neuman et Oskar Morgenstern : Theory of Games and Economic Behavior. Princeton Univ. Press. 2007 edition:  (ISBN 978-0-691-13061-3) (publié en français sous le titre Théorie des jeux et comportements économiques, Université des Sciences Sociales de Toulouse, 1977.)
- Erwin Schrödinger : What Is Life ?  (« Qu'est-ce que la vie ? »)

## Prix
- Prix Nobel

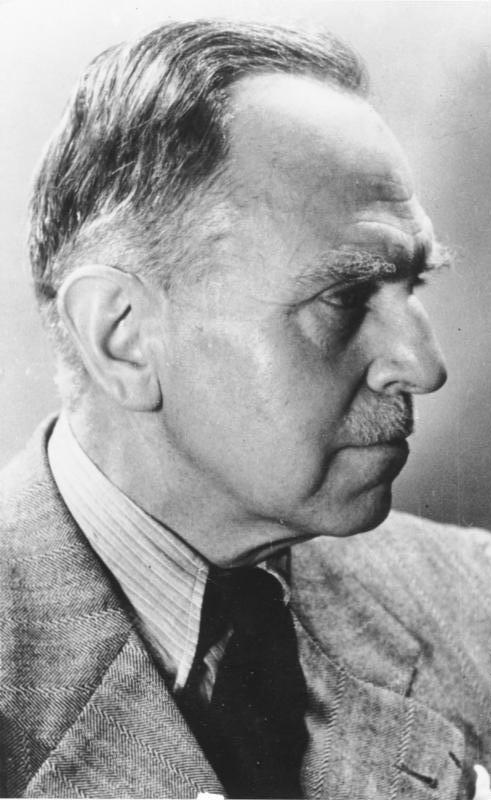
Otto Hahn en 1954

  - Physique : Isidor Isaac Rabi, Autrichien (propriétés magnétiques des noyaux atomiques).
  - Chimie : Otto Hahn (allemand)
  - Physiologie ou médecine : Joseph Erlanger, Herbert Spencer Gasser (Américains)

- Médailles de la Royal Society
  - Médaille Copley : Geoffrey Taylor
  - Médaille Darwin : John Stanley Gardiner
  - Médaille Davy : Robert Robertson
  - Médaille Hughes : George Ingle Finch
  - Médaille royale : Charles Harington, David Brunt
  - Médaille Rumford : Harry Ricardo

- Médailles de la Geological Society of London
  - Médaille Lyell : Norman Ross Junner
  - Médaille Murchison : Vincent Charles Illing (en)
  - Médaille Wollaston : Victor Moritz Goldschmidt

- Prix Jules-Janssen (astronomie) : non décerné
- Prix Jecker : Georges Dupont
- Médaille Bruce (Astronomie) : William Hammond Wright qui la refuse
- Médaille Linnéenne : non attribuée

## Naissances

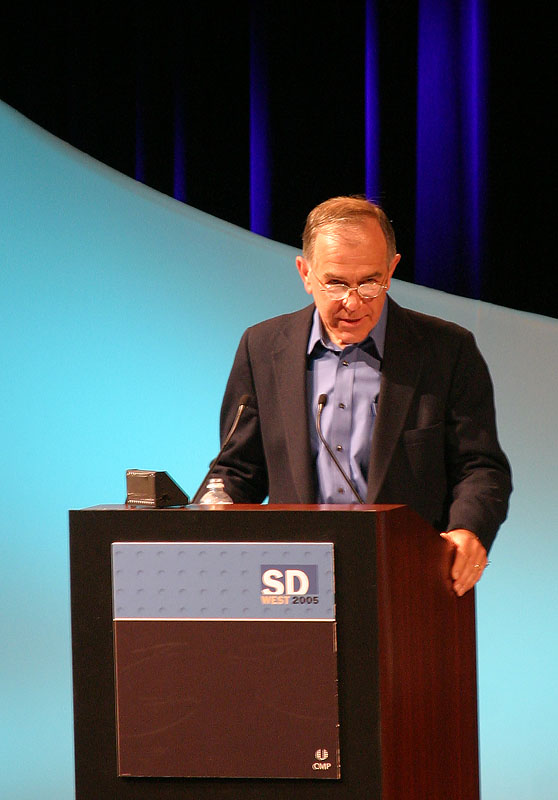
Stephen Bourne

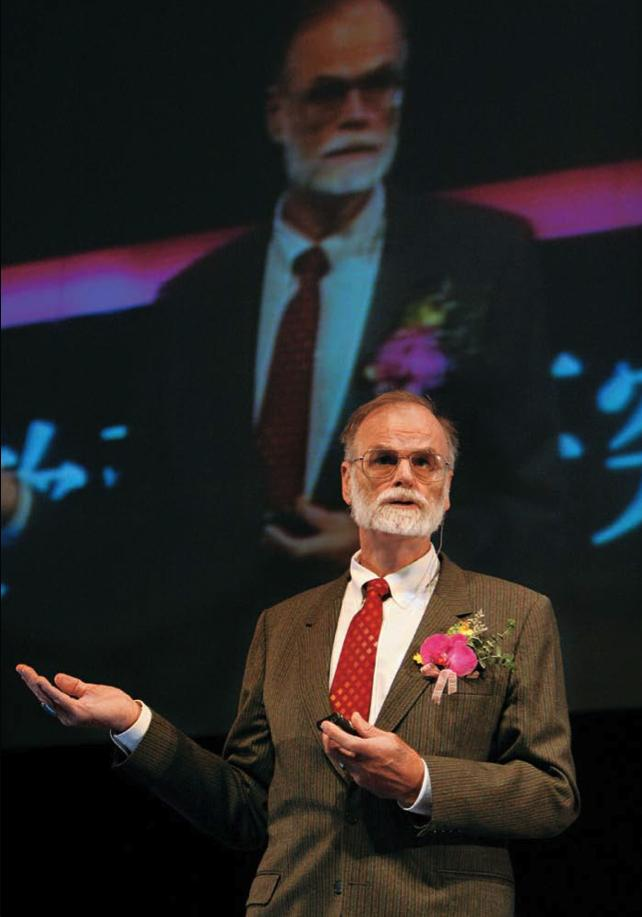
James Gray

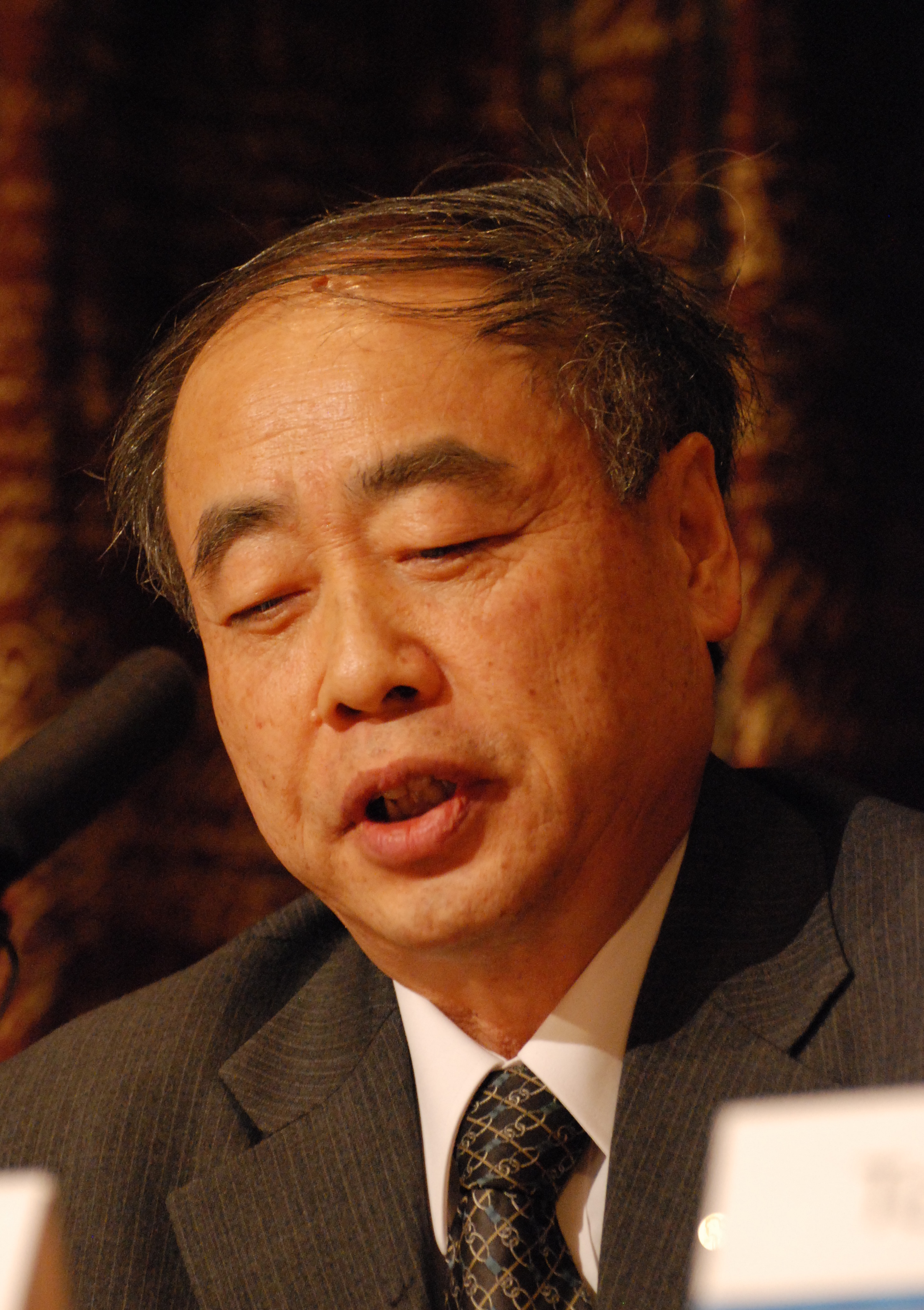
Makoto Kobayashi

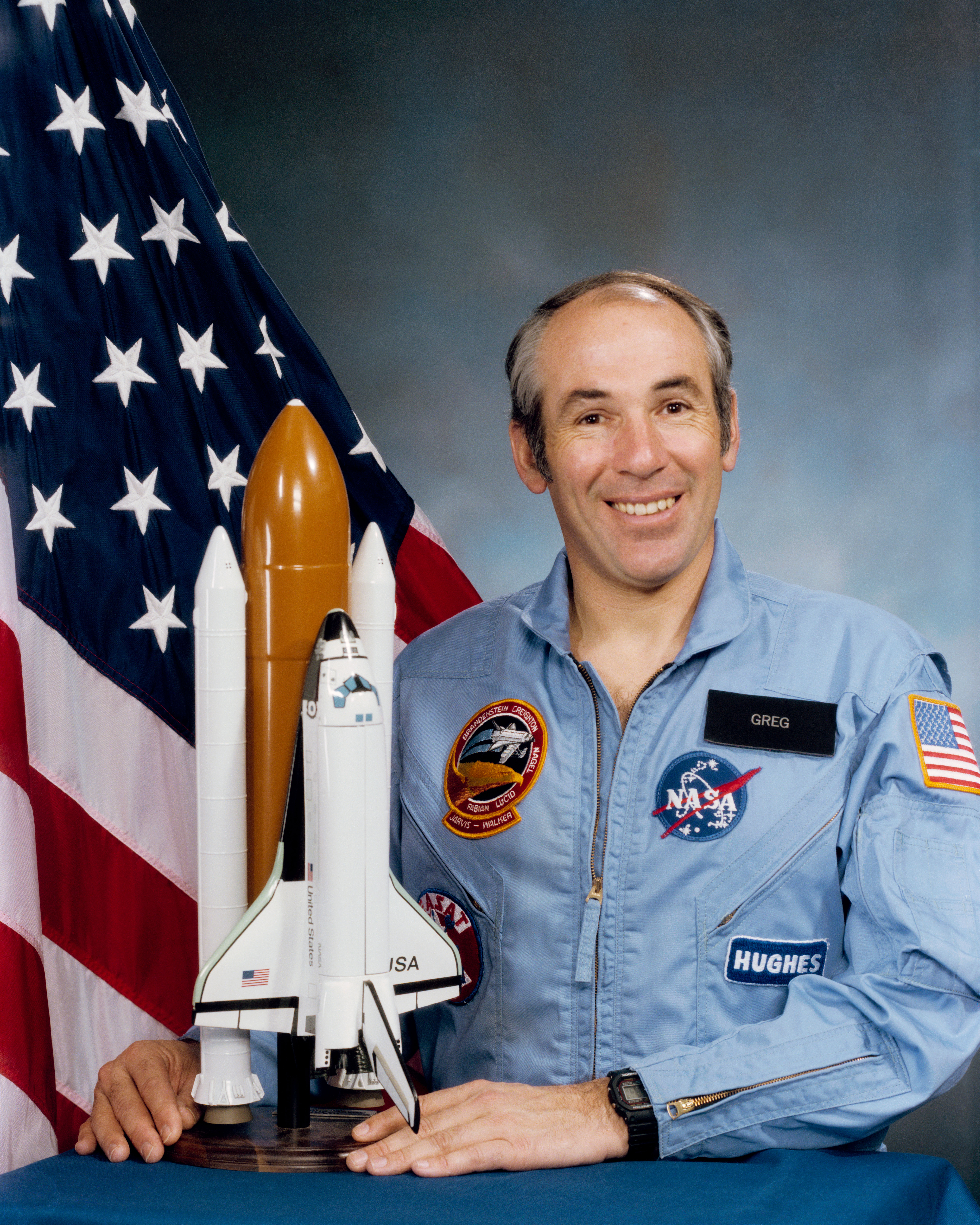
Gregory B. Jarvis

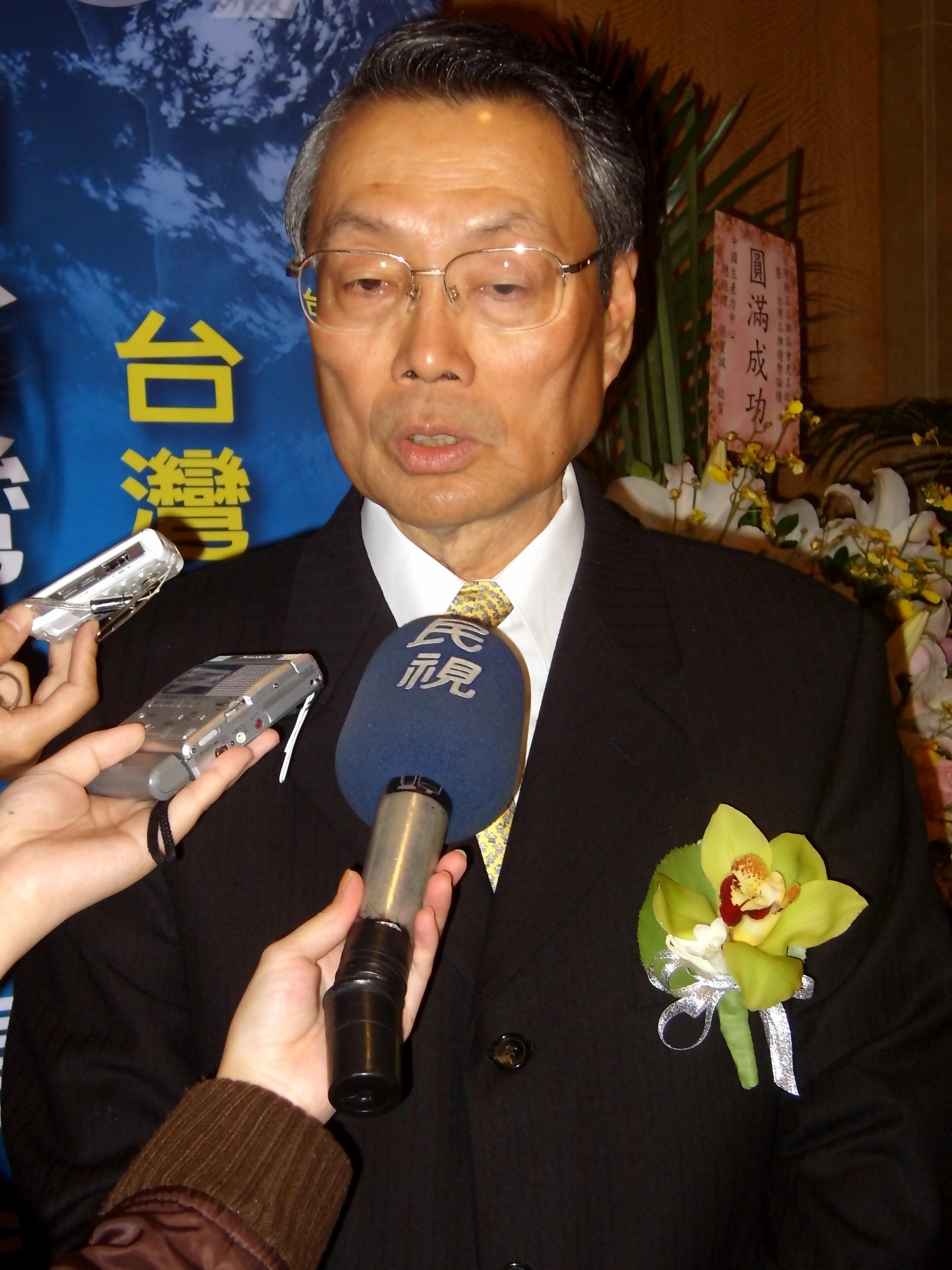
Stan Shih

- 6 janvier : Rolf M. Zinkernagel, médecin suisse, prix Nobel de physiologie ou médecine en 1996.
- 7 janvier : Stephen Bourne, informaticien britannique.
- 12 janvier : James Gray (mort en 2007), informaticien américain.
- 15 février : Aleksandr Serebrov, cosmonaute soviétique.
- 20 février : George B. Purdy (mort en 2017), mathématicien et informaticien américain.
- 23 février : Gerhard Neukum, planétologue allemand.
- 25 février : Antonio Damasio, neurobiologiste portugais.
- 13 mars : Marilda Sotomayor, mathématicienne et économiste brésilienne.
- 16 mars : Andrew Tanenbaum, informaticien américain.
- 20 mars : Erwin Neher, chimiste allemand, prix Nobel de physiologie ou médecine en 1991.
- 23 mars : James H. Clark, informaticien et entrepreneur américain.
- 31 mars : Jean-Marie André, chimiste, professeur de chimie théorique belge.

- 7 avril :
  - David D. Clark, informaticien américain.
  - Makoto Kobayashi, physicien japonais, prix Nobel de physique en 2008.
- 11 mai : Michael Grätzel, chimiste suisse.
- 13 mai : Tran Quang Hai, ethnomusicologue vietnamien.
- 5 juin : Whitfield Diffie, cryptologue américain.
- 6 juin : Phillip Allen Sharp, biochimiste américain, prix Nobel de physiologie ou médecine en 1993.
- 8 juin : Henry Fritz Schaefer III, chimiste américain.
- 20 juin : R. Dennis Cook, statisticien américain.
- 21 juin : Paul Rabinow, anthropologue américain.
- 3 juillet : Jean-Louis Heudier, astronome français.
- 4 juillet :
  - Antoine Bailly (mort en 2021), géographe suisse.
  - Éric Derouane, scientifique belge.
- 7 juillet : Ian Wilmut (mort en 2023), embryologiste britannique.
- 10 juillet : Jane Barry, chimiste et femme politique canadienne.

- 1er août : Iouri Romanenko, cosmonaute soviétique.
- 17 août : Larry Ellison, homme d'affaires américain cofondateur de la firme Oracle Corporation.
- 19 août : Jean Fréchet, chimiste français.
- 24 août : Gregory B. Jarvis (mort en 1986), astronaute américain.
- 25 août : Vincenzo Silvano Casulli, astronome italien.

- 2 septembre : Claude Nicollier, astrophysicien et astronaute suisse.
- 5 septembre : Axel Kahn (mort en 2021), scientifique, médecin généticien et essayiste français.
- 23 septembre : Jean-Claude Bünzli, chimiste suisse.
- 12 octobre : Arthur Whistler (mort en 2020), ethnobotaniste américain.
- 18 octobre : Juan José Castillos, égyptologue uruguayen.
- 21 octobre : Jean-Pierre Sauvage, chimiste français.

- 1er novembre : Michel Gondran, mathématicien, informaticien et physicien français.
- 2 novembre : Jeffrey A. Hoffman, astronaute américain.
- 5 novembre : Leland Wilkinson, statisticien américain.
- 17 novembre :
  - John-David F. Bartoe, astronaute américain.
  - Claes-Ingvar Lagerkvist, astronome suédois.
- 18 novembre : Michele Piccirillo (mort en 2008), franciscain, historien et archéologue italien.
- 23 novembre : Dino Moras, biochimiste français.
- 24 novembre : Carl Pomerance, théoricien des nombres américain.
- 2 décembre : Gérard Maugin (mort en 2016), physicien et mathématicien français.
- 8 décembre :
  - Stan Shih, ingénieur en électronique, magnat des affaires taïwanais, fondateur d'Acer Incorporated.
  - Stanford E. Woosley, physicien et un professeur d'astronomie et d'astrophysique américain.
- 13 décembre : Yves Delaporte, ethnologue français.
- 18 décembre : Felipe Solís (mort en 2009), archéologue mexicain.
- 19 décembre : Richard Leakey, paléoanthropologue kenyan (mort en 2022).
- 19 décembre : Mitchell Feigenbaum (mort en 2019), physicien américain.
- 20 décembre : François Gernelle, ingénieur informatique français.
- 22 décembre : Mary Archer, physicienne britannique.
- 23 décembre : David E. Nichols, pharmacologue et chimiste en médecine américain.
- 25 décembre : Richard Greenblatt, programmeur américain.
- 28 décembre :
  - Kary Mullis (mort en 2019), biochimiste américain, prix Nobel de chimie en 1993.
  - Sandra Moore Faber, astronome américain.
  - Peter William Francis (mort en 1999), volcanologue anglais.
- 29 décembre : Joseph Dauben, historien des sciences américain.

- Mustafa Gadalla, égyptologue égyptien.
- Henri Gouraud, chercheur en informatique français.
- Daniel Henry Holmes Ingalls, Jr., informaticien américain.
- Charles W. Juels (mort en 2009), astronome amateur américain.
- Woodruff T. Sullivan III, physicien, historien des sciences et astronome américain,
- Bernard Traimond, anthropologue américain d'origine japonaise.

## Décès

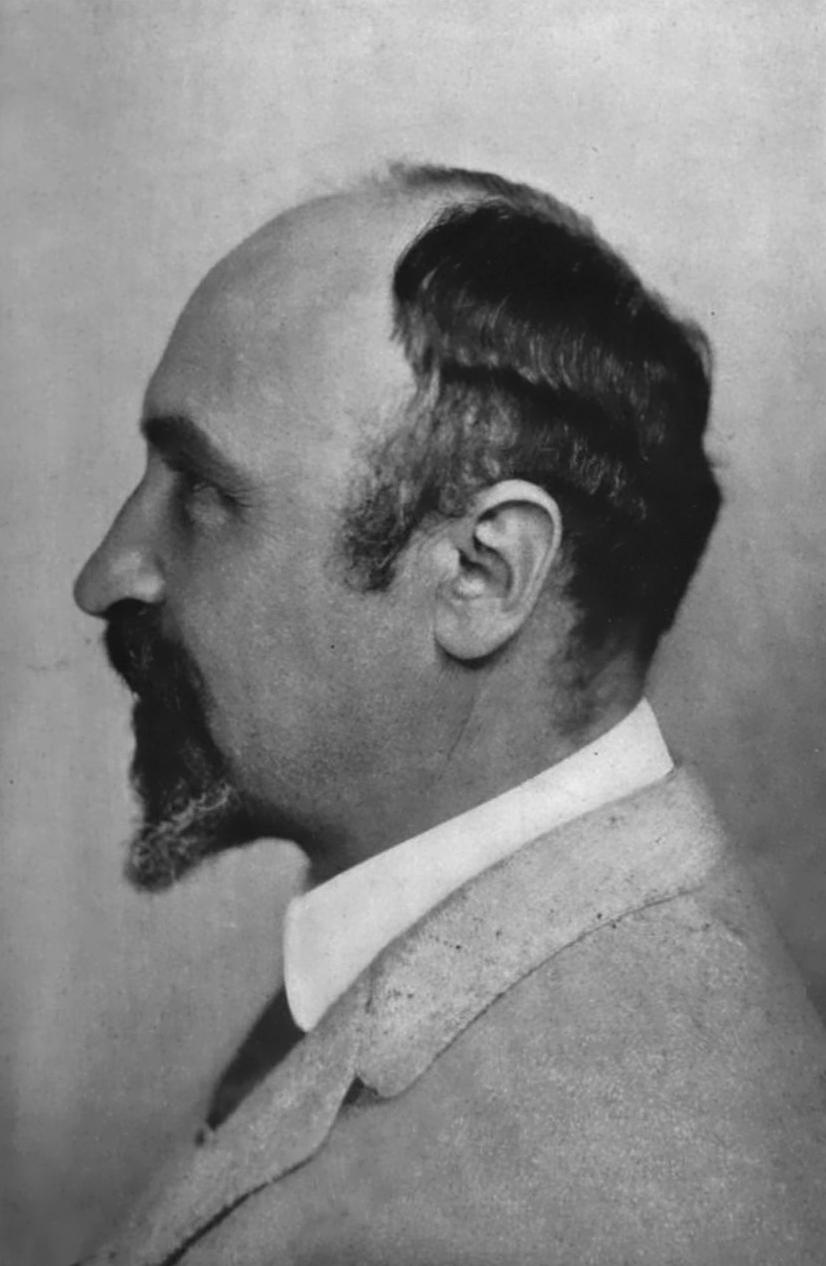
Leo Baekeland

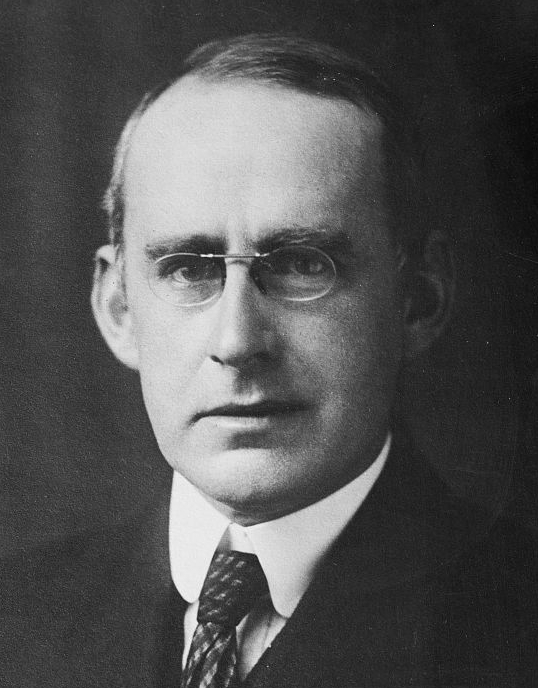
Arthur Eddington

- 10 février : Eugène Antoniadi (né en 1870), astronome grec.
- 23 février : Leo Baekeland (né en 1863), chimiste américain.
- 24 février :
  - Paul Bertrand (né en 1879), botaniste français.
  - François Thureau-Dangin (né en 1872), assyriologue, archéologue et épigraphiste français.

- 7 mars : Eugène Bloch (né en 1878), physicien français, déporté à Auschwitz le 7 mars 1944.
- 14 mars : André Helbronner (né en 1878), physicien, chimiste et inventeur français.
- 14 avril : Mary Adela Blagg (née en 1858), astronome britannique.

- 9 mai : Paul Jaccard (né en 1868), botaniste suisse.
- 11 mai : Max Uhle (né en 1856), archéologue allemand.

- 15 juin : Carl Wiman (né en 1867), paléontologue suédois.
- 7 juillet : William Lutley Sclater (né en 1863), zoologiste britannique.
- 15 juillet : Marie-Victorin (né en 1885), religieux, botaniste, intellectuel et écrivain canadien.
- 28 juillet : Ralph H. Fowler (né en 1889), physicien et astronome britannique.

- 20 août : Leon Chwistek (né en 1884), peintre avant-gardiste, logicien, philosophe et mathématicien polonais.

- 2 septembre : Arthur Smith Woodward (né en 1864), paléontologue britannique.
- 23 octobre : Charles Glover Barkla (né en 1877), physicien anglais, prix Nobel de physique en 1917.
- 28 octobre : Pericle Ducati (né en 1880), archéologue, étruscologue et auteur italien.

- 2 novembre : Thomas Midgley Jr. (né en 1889), ingénieur mécanicien puis chimiste américain.
- 22 novembre : Arthur Eddington (né en 1882), astrophysicien britannique.
- 27 novembre : Leonid Mandelstam (né en 1879), physicien biélorusse.

- 4 décembre : Alberto Vojtěch Frič (né en 1882), ethnographe, voyageur, botaniste et écrivain tchèque.

- Émile Belot (né en 1857), ingénieur en chef des manufactures de l'État et astronome français.
- Adolphe Javal (né en 1873), médecin et écrivain français.
- George Montandon (né en 1879), médecin, anthropologue et explorateur d'origine suisse.
- Paul Raymond (né en 1859), médecin et préhistorien français.
- Henry Francis Herbert Thompson (né en 1859), égyptologue britannique.
- Raniero Mengarelli (né en 1865), archéologue et étruscologue italien.